# Langerringen
Langerringen là một đô thị tại huyện Augsburg bang Bayern nước Đức. Đô thị Langerringen có diện tích 42,1 km², dân số thời điểm ngày 31 tháng 12 năm 2006 là 3795 người.